# Mauri Heinonen
Mauri Sulevi Raimo Heinonen, född 30 april 1926 i Ilmola, död 15 november 2010 i Helsingfors, var en finländsk målare.
Heinonen är känd för sitt realistiska, expressionistiska och bl.a. politiskt och samhälleligt engagerade måleri, både oljemålningar och akvareller ofta i starka färger. Hans motiv kretsade kring landskap (finländska, spanska, italienska), stilleben och figurer, bl.a. ett stort antal arbetarporträtt (Borrare från 1953 bland de tidigaste), inte minst under 1970-talet. Han tog intryck av äldre finskt måleri i Novembergruppens anda, kubismen i Légers stil (bl.a. Scooterhärolden 1955), Cézanne och impressionismen. Han var medlem i konstnärsföreningen Kiila sedan 1949.